# Tommy Norden
Pour les articles homonymes, voir Norden (homonymie).
Thomas « Tommy » Norden, est un acteur américain, né le 25 septembre 1952 à New York.
Il se fait connaître grâce au rôle de Bud Ricks, petit frère rouquin de Sandy Ricks (Luke Halpin), dans la série télévisée Flipper le dauphin (1964-1967).

## Biographie

### Jeunesse
Thomas Norden naît le 25 septembre 1952 à New York. Il a également une sœur, Helen Norden, actrice.
Il étudie à l'école catholique Power Memorial Academy (en), établissement pour garçons, à New York.

### Carrière
En 1960, Tommy Norden commence sa carrière d'acteur de théâtre, au Broadway, pour les comédies musicales Greenwillow, avec Anthony Perkins, et The Music Man.
En 1961, il apparaît à la télévision, dans le rôle de Paul Delito Jr., fils de Paul Delito Jr. (interprété par Lee J. Cobb), dans la troisième saison de la série policière Naked City. Il y retrouve l'équipe, l'année suivante, dans un autre épisode, où il incarne un des enfants aveugles.
En 1962, Il est choisi pour interpréter le rôle de Johnny dans le film Le Couteau dans la plaie, un giallo franco-italien de Anatole Litvak, à nouveau aux côtés d’Anthony Perkins et Sophia Loren.

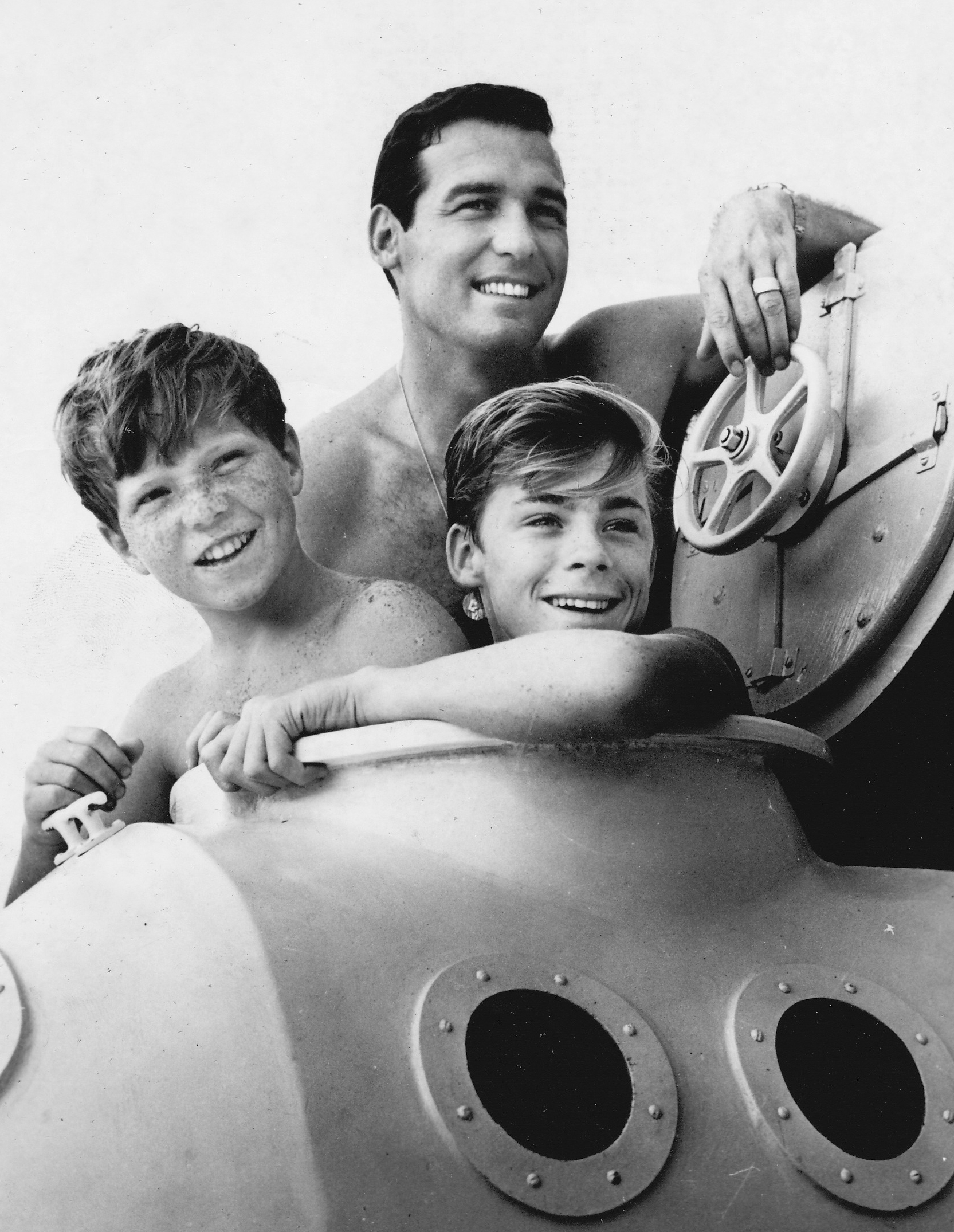
Tommy Norden (gauche), Brian Kelly (haut) et Luke Halpin (bas), en 1964

En 1964, après une petite apparition dans les séries Route 66 et East Side/West Side, il obtient le rôle de Bud Ricks pour la série d'aventure Flipper le dauphin (Flipper), aux côtés de Luke Halpin dans le rôle de son frère ainé, Sandy Ricks, et de Brian Kelly, dans celui de son père, Porter Ricks. Ce rôle vient d'être créé par la production, après le succès des deux films Les Nouvelles Aventures de Flipper le dauphin (Flipper's New Adventure, 1964) et Flipper (1963). Il y poursuit avec succès jusqu'à la troisième saison, en 1967.
En 1971, il endosse les costumes du docteur Gary Walton dans le feuilleton télévisé C'est déjà demain (Search for Tomorrow), jusqu'en 1973.
En 1975, il fait une petite apparition dans un épisode de la série de super-héros Iris (The Secrets of Isis).

### Vie privée
En 1975, Thomas Norden interrompt son métier d'acteur afin de reprendre les affaires familiales. En 1978, il possède une société de recrutement, à New York,.
En 2004, il fait une apparition, lors de l'évènement médiatique du quarantième anniversaire du premier épisode de Flipper le dauphin (Flipper), à l'aquarium de Miami. Il y revient pour le cinquantième anniversaire.

## Filmographie

### Long métrage
- 1962 : Le Couteau dans la plaie d'Anatole Litvak : Johnny

### Séries télévisées
- 1961 : Naked City : Paul Delito Jr. (saison 3, épisode 1 : Take Off Your Hat When a Funeral Passes)
- 1962 : Naked City : un garçon aveugle (saison 4, épisode 10 : A Horse Has a Big Head - Let Him Worry!)
- 1963 : Route 66 : Pete Ferguson (saison 3, épisode 31 : Soda Pop and Paper Flags)
- 1964 : East Side/West Side : Joseph Santini (saison 1, épisode 19 : The Street)
- 1964-1967 : Flipper le dauphin (Flipper) : Bud Ricks (88 épisodes)
- 1966 : That Girl : le demandeur d'autographe (saison 1, épisode 10 : Break a Leg)
- 1971-1973 : C'est déjà demain (Search for Tomorrow) : Dr Gary Walton (614 épisodes)
- 1975 : Iris (The Secrets of Isis) : Joe (saison 1, épisode 8 : How to Find a Friend)

## Théâtre
- 1960 : Greenwillow (Broadway, 8 mars 1960 - 28 mai 1961)[2]
- 1960 : The Music Man : le jeune Churchgoer (Broadway, 24 octobre 1960 - 15 avril 1961)[2]